# روزفلت تايلور
روزفلت تايلور (بالإنجليزية: Roosevelt Taylor)‏ هو لاعب كرة قدم أمريكية أمريكي، ولد في 4 يوليو 1937 في نيو أورلينز في الولايات المتحدة.